# Jan Kadubec
Jan Kadubec (* 18. září 1943) je český výtvarník a sochař žijící v Supíkovicích na Jesenicku. Je autorem a nakladatelem několika knih. Před penzí působil též jako učitel ve vesnické jednotřídce.

## Vlastní knihy
- Od Evy po Batšebu plus Sociologie andělů, 2004, Supíkovice, nakl. T + Ť, ISBN 80-903486-0-2
- Forbíny performera Františka, všech svatých a Pavla z Tarsu, 2005, Supíkovice, nakl. T + Ť, ISBN 80-903486-2-9:
„Svatý František z Asissi byl ve své době něco jako Michael Jackson dnes - byla to prostě pop hvězda zářící dvacet let. ’Byl to nevychovaný vandrák a nevzdělanec, žil z toho, co jiní získali prací, a to je pokrytectví’ – pronesl Luther. Byla to banda homosexuálů štítících se práce.“
- 2280 sentencí o umění, 2006, Supíkovice, nakl. T + Ť, ISBN 80-903486-7-X
- 19. století ještě neskončilo

## Nakladatelství T + Ť
Nakladatelství T + Ť provozuje Jan Kadubec jako fyzická osoba (IČ 73292516) od 27. 4. 2004. Nakladatelství je pojmenováno podle pikareskního dadarománu Karla Hoffa T + Ť (Tygr de la Mňaukanda + Ťápuškin de la Ťáp).
Nakladatelství si klade za cíl vydání souborného díla Karla Hoffa a Jana Kadubce.

## Výtvarná činnost
V roce 1962 v Brně nebyl přijat na obor „dějiny umění“, poté se začal intenzivně věnovat malířské tvorbě. Snaží se, aby každý obrázek byl úplně jiný a aby nebylo možné určit nějaký „jeho styl“. Hlásí se k moderním výtvarným směrům jako je surrealismus, expresionismus nebo impresionismus, snaží se však smazat hranici mezi moderním a klasickým.
Sochařská díla zpracovávají například tematiku andělů a setkání George Bushe a Usámy bin Ládina.

## Ohlasy a spolupráce
Ohlasy kritiků na dílo Jana Kadubce nebyly v obecných médiích ani odborných publikacích nalezeny.
S autory Karlem Hoffem a Janem Kadubcem a nakladatelstvím T + Ť příležitostně spolupracuje nonkonformní pražské divadlo Orfeus a jeho principál Radim Vašinka.